# Sông Sê San

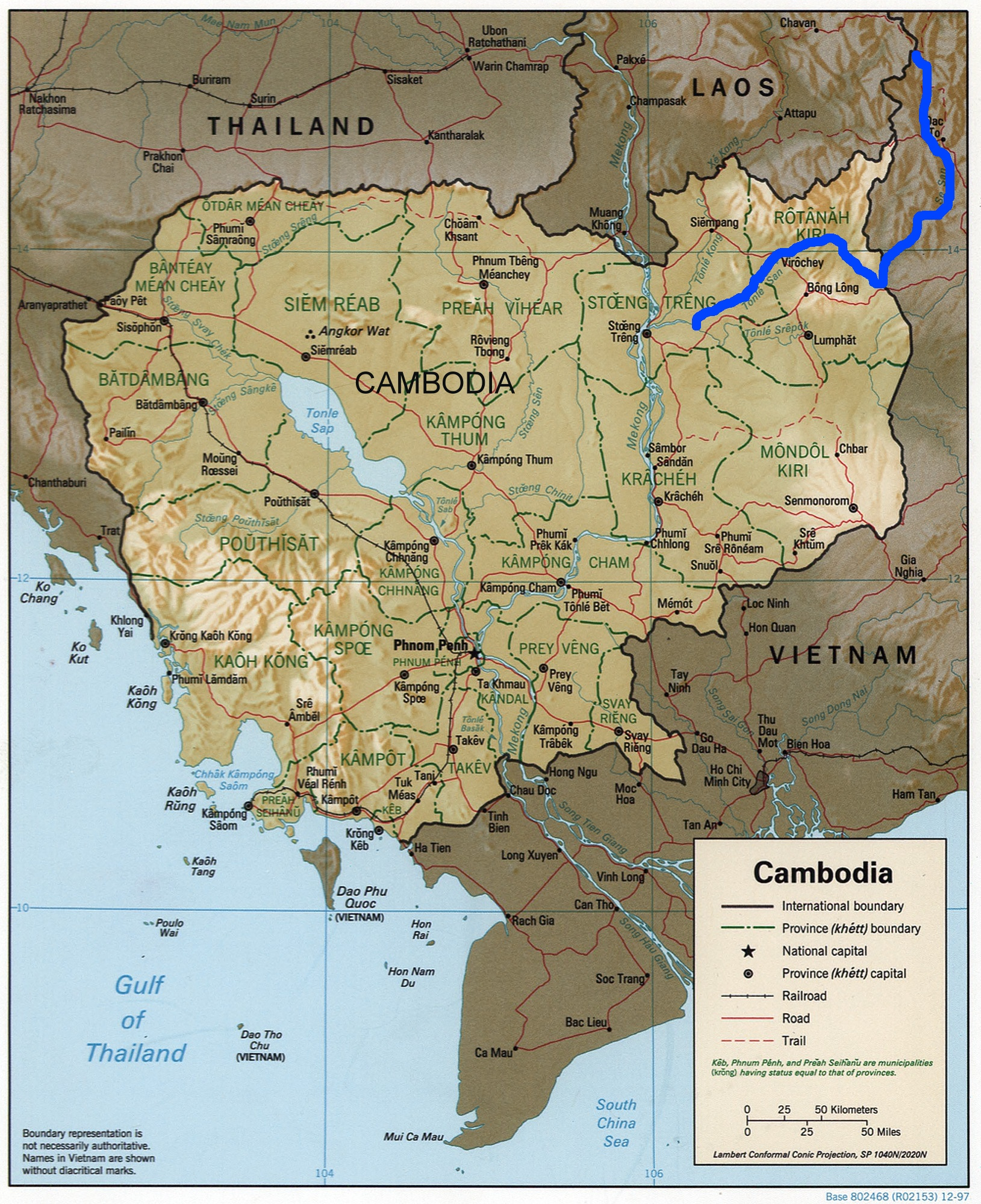
Bản đồ sông Sê San

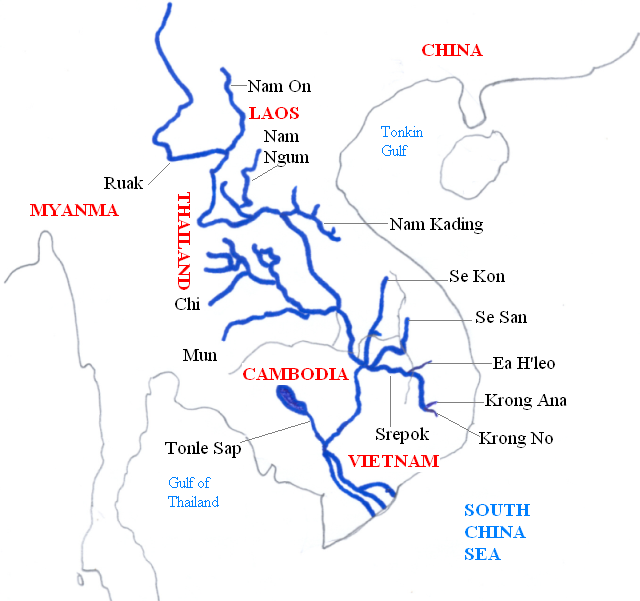
Sông Sê San trong hệ thống sông Mekong

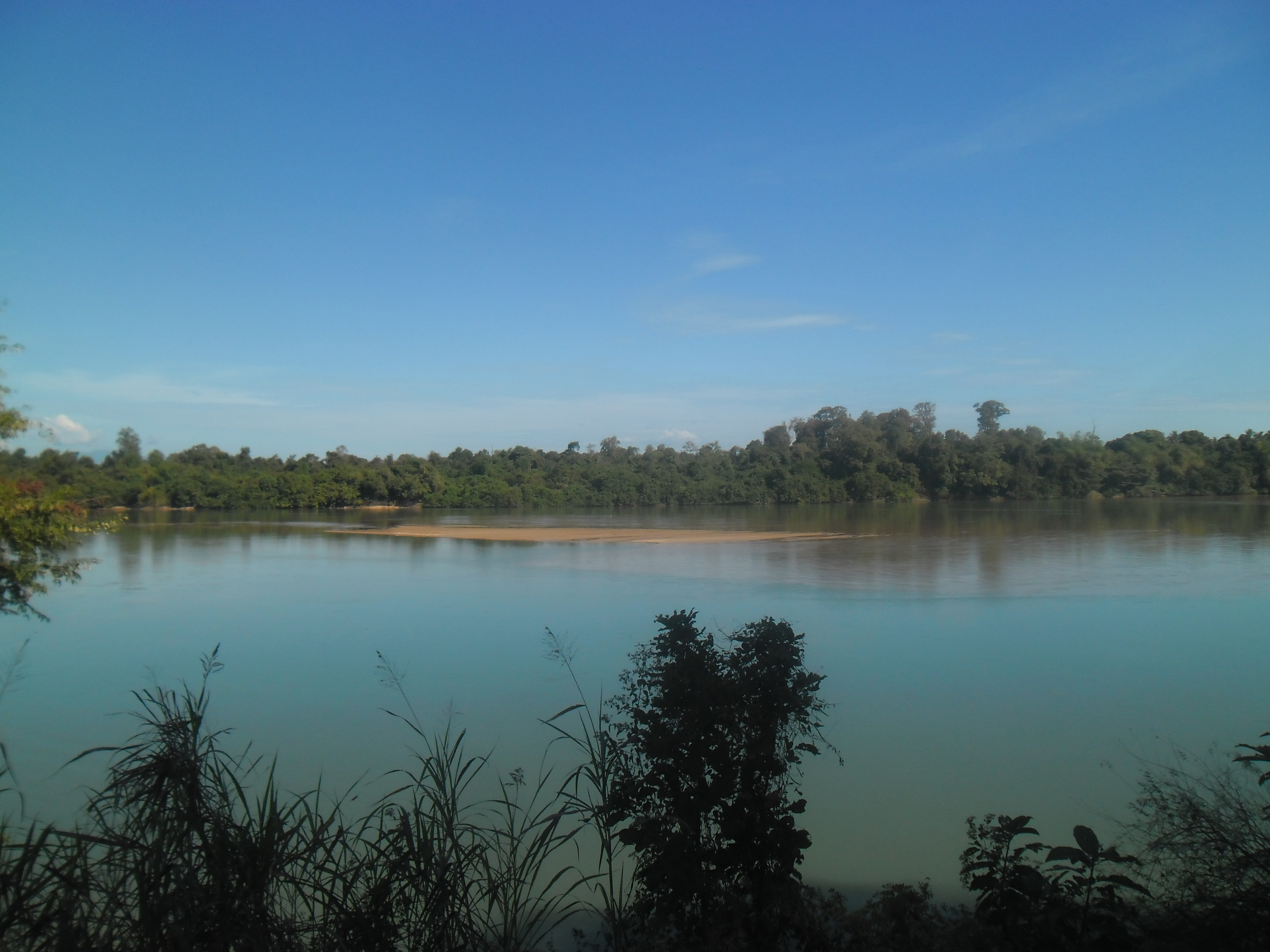
Sông Sê San

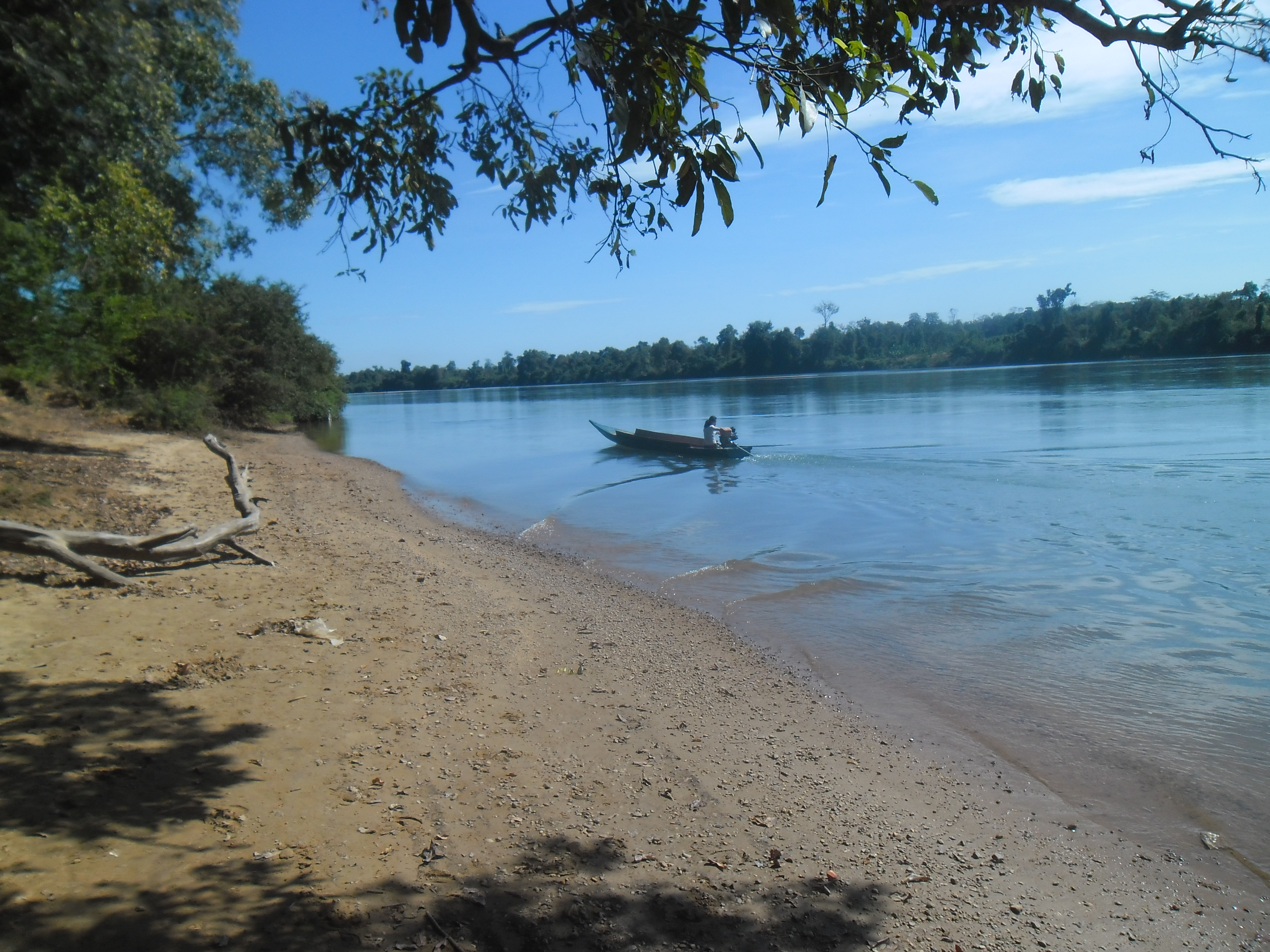
Sông Sê San

Sông Sê San, phía Campuchia gọi là Tonlé San (tiếng Khmer: ទន្លេសាន), là một trong các phụ lưu lớn của sông Mekong bắt nguồn từ Bắc và Trung Tây Nguyên của Việt Nam rồi chảy sang lãnh thổ Campuchia và nhập vào sông Mê Kông tại Stung Treng.

## Lưu vực
Sông Sê San có lưu vực rộng 17.000 km². Trên lãnh thổ Việt Nam, sông Sê San nằm trên hai tỉnh Gia Lai và Kon Tum với tổng chiều dài sông chính là 237 km, diện tích lưu vực là 11.450 km². Sông bắt đầu từ nơi hợp lưu của krông Pô Kô ở phía hữu ngạn và Đăk Bla phía tả ngạn. Trên lãnh thổ Campuchia, sông có tên gọi Tonlé San, chảy qua tỉnh Ratanakiri và Stung Treng. Trước khi nhập vào sông Mê Kông, Tonlé San còn tiếp nhận nước từ dòng Srêpốk và Tonlé Kong (tức sông Sê Kông), hai sông này cũng bắt nguồn từ lãnh thổ Việt Nam.
Phần phía thượng lưu của sông nằm trong vùng đồi núi thấp, độ dốc địa hình trung bình. Trên phía Đông-Bắc của phần thượng lưu, sông tiếp giáp với vùng phân thủy giữa Đông và Tây của dải Trường Sơn. Phần phía hạ lưu, thung lũng sông nằm trong các hẻm sâu của các dãy núi cao, độ dốc địa hình khá lớn.

## Tiềm năng thủy điện
Đặc điểm địa hình tự nhiên tại các vùng thượng và hạ lưu khác nhau đã tạo nên các hình thái khác nhau cho việc xây dựng các nhà máy thủy điện. Chính điều đó đã tạo nên mối liên hệ chặt chẽ giữa các nhà máy thủy điện trên bậc thang này. Những hồ chứa lớn của các nhà máy thủy điện phía thượng lưu sẽ đóng vai trò quyết định cho việc điều tiết dòng chảy cho các nhà máy thủy điện phía hạ lưu.
Để khai thác các công trình thủy điện trên sông Sê San đảm bảo tính khoa học, chính xác, đồng bộ, phát huy lợi ích kinh tế tối đa, giảm thiểu sự tác động xấu đến môi trường, quy hoạch bậc thang thủy điện trên sông Sê San đã được Thủ tướng Chính phủ Việt Nam phê duyệt vào năm 2001. Đang và sẽ có chín công trình được xây dựng là:
1. Thượng Kon Tum (trên nhánh Đăk Snghé của dòng Đăk Bla).
2. Ea Súp Thượng
3. Plei Krông (trên nhánh krông Pô Kô)
4. Ya Ly
5. Sê San 3
6. Sê San 3A
7. Sê San 4
8. Sê San 4A
9. Ia Krel 2

Các công trình trên có nhiệm vụ phát điện là chủ yếu. Khi các nhà máy trên bậc thang thủy điện sông Sê San đi vào hoạt động sẽ cung cấp khoảng 8 tỷ Kwh cho hệ thống điện quốc gia của Việt Nam.
Phần trên lãnh thổ Campuchia, dự kiến cũng sẽ có ba công trình thủy điện-thủy lợi được xây dựng. Đó là:
1. Prek Liang 2
2. Prek Liang 1
3. Hạ Sesan 2 (Lower Se San 2 Dam), hoàn thành tháng 9/2017 [2].
4. Hạ Sesan 3